# Viplaix
 Viplaix  là một xã ở tỉnh Allier thuộc miền trung nước Pháp.